# Vratislav Greško
Vratislav Greško (ur. 24 lipca 1977 w Tajovie) to słowacki piłkarz grający na pozycji lewego obrońcy lub pomocnika.
Vratislav jest wychowankiem klubu Dukla Bańska Bystrzyca, a następnie był piłkarzem Interu Bratysława. Potem grał w Bayerze 04 Leverkusen, z którego odszedł w 2000 roku do Interu Mediolan. Dwa lata później przeszedł do innego włoskiego klubu AC Parma, lecz tam grał mało i w styczniu 2003 roku przeniósł się do Blackburn. 29 listopada tego samego roku strzelił swoją pierwszą bramkę w tym klubie przeciwko Tottenhamowi. W grudniu 2004 zerwał więzadła krzyżowe i nie zagrał już do końca sezonu 2004/2005.
W lipcu 2006 za porozumieniem stron Greško rozwiązał kontrakt z Blackburn. Przez miesiąc szukał klubu i na początku września podpisał roczny kontrakt (z opcją przedłużenia na kolejne 2 lata) z 1. FC Nürnberg. W latach 2007–2009 ponownie występował w Bayerze Leverkusen. Od roku 2011 do 2015, czyli do końca kariery, występował w ŽP Šport Podbrezová.
W reprezentacji Słowacji rozegrał w latach 2000–2007 34 spotkania i zdobył 2 gole.